# Mahotella Queens
Le Mahotella Queens sono un gruppo vocale femminile sudafricano, nato nel 1964 e tuttora in attività. Hanno iniziato la loro carriera accompagnando il cantante Mahlathini, e molti loro lavori sono stati pubblicati con il nome Mahlathini & the Mahotella Queens.

## Storia

### Formazione
In origine, il nome "Mahotella Queens" non si riferiva a una formazione precisa; venivano vendute sotto questo nome diverse produzioni Mavuthela (Gallo Record Company) di musica africana corale femminile.
Nel 1964, il talent scout della Mavuthela, Rupert Bopape, decise di creare una formazione stabile di cantanti africane. Furono reclutate Hilda Tloubatla, Mildred Mangxola, Nobesuthu Mbadu, Juliet Mazamisa, Ethel e Francisca Mngomezulu, Nunu Maseko e Mary Rabotapi; quest'ultima proveniva dagli Skylarks, il gruppo che accompagnava Miriam Makeba.
Al gruppo delle "regine" così costituito, Bopape affiancò un cantante già rinomato, Simon Nkabinde detto "Mahlathini", detto "il re dei gemitori" (king of the groaners) per il peculiare timbro della sua voce. Per l'accompagnamento strumentale fu scelto un gruppo di turnisti sotto contratto con Mavuthela noti come Makgona Tsohle Band (in lingua sesotho: "il complesso che può tutto"), che comprendeva il sassofonista West Nkosi, il chitarrista Marks Mankwane, il bassista Joseph Makwela, il chitarrista e batterista Lucky Monama, il batterista Wilfred Mosebi, e in seguito il chitarrista ritmico Vivian Ngubane.
Per tutti gli anni sessanta, la formazione rimase abbastanza variabile; in pratica, per ogni esibizione venivano scelte cinque cantanti all'interno del gruppo selezionato da Bopape. Le cinque che venivano scelte per le registrazioni, e che furono poi identificate come il cuore del gruppo, erano Tloubatla, Mazamisa, Ethel Mngomezulu, Mbadu e Mangxola.
Uno dei primi successi delle Queens fu il singolo Sithunyiwe/Orlando Train, che viene considerato il primo brano del genere musicale mbaqanga, unione del marabi (jazz sudafricano) con la musica tradizionale corale sudafricana. Nello stesso periodo il gruppo rese celebre un ballo noto come mgqashiyo. Al primo singolo seguirono negli anni sessanta numerosi altri successi, come Sengikhala Ngiyabaleka, Sikhulekele, Sithunyiwe Thokozile No. 3 e Umculo Kawupheli. Questi brani sono considerati classici delle Mahotella Queens e molti di essi sono stati inclusi, in una reinterpretazione moderna, nell'album Thokozile del 1986. Il successo portò Mahlahtini & the Mahotella Queens anche all'estero; tra l'altro, suonarono in Botswana, Rhodesia, Malawi, Namibia, Mozambico e Ghana.

### Abbandoni
Nel 1971, tanto l'etichetta Mavuthela quanto le Mahotella Queens subirono la concorrenza di nuovi e potenti rivali sul mercato. Mahlathini lasciò il gruppo Gallo per la EMI, che lo scritturò come cantante per due diversi gruppi musicali (le Mahlathini Girls e The Mahlathini Guitar Band). Contemporaneamente, le Mahotella Queens iniziarono a subire la concorrenza delle Izintombi Zesimanjemanje ("le ragazze moderne"), che incidevano con la Gramophone Record Company. Hamilton Nzimande, il talent scout che lavorava per la Gramophone (nella divisione Isibaya Esikhulu), riuscì a convincere le cantanti chiave delle Queens a passare alla sua etichetta. In seguito a queste trasformazioni, Bopape chiese l'aiuto di Nkosi e Mankwane per costituire una formazione completamente rinnovata per le Mahotella Queens. Lo storico nome fu quindi ereditato da un gruppo che comprendeva una serie di nuove artiste, fra cui Emily Zwane, Caroline Kapentar, Thandi Nkosi, Thandi Radebe e Beatrice Ngcobo. Nkosi e Mankwane nel frattempo divennero produttori; fu Nkosi, tra l'altro, che nel 1972 scoprì e scritturò i Ladysmith Black Mambazo.
Nel 1975, tre delle Queens originali (Tloubatla, Mbadu e Mangxola) e Mahalathini tornarono nel gruppo per un breve periodo, incidendo l'album di grande successo Marriage is a Problem per poi abbandonare nuovamente.
Negli anni successivi la formazione delle Mahotella Queens continuò a subire variazioni; tra l'altro, fu nel gruppo per un certo periodo Irene Mawela, in seguito divenuta celebre come solista. Nonostante questa instabilità, la Gallo riuscì a produrre alcuni dischi di successo delle Queens, tra cui Izibani Zomgqashiyo (1997). Paradossalmente, l'album fu accolto meglio all'estero che nel Sudafrica, dove l'avvento della musica pop e disco occidentale stava mutando rapidamente il mercato discografico, a scapito della mbaqanga e di altri generi legati alle tradizioni locali.

### Successo internazionale
Nel 1983, il chitarrista Marks Mankwane tornò a riunire la formazione originale delle Mahotella Queens con Mahlathini. Ne nacque l'album Amaqhawe Omgqashiyo (distribuito nel mercato internazionale col titolo Isomiso) che ebbe un grande successo. Nonostante questo buon risultato, il gruppo tornò a sciogliersi entro breve tempo.
Alla metà degli anni ottanta, la scena musicale sudafricana ebbe un periodo di rinascita dovuto soprattutto al lavoro del cantante statunitense Paul Simon, che con il suo album Graceland portò alla ribalta internazionale artisti africani come Ladysmith Black Mambazo, Stimela, Miriam Makeba, Hugh Masekela e altri, contribuendo anche in maniera sostanziale alla nascita del mercato della world music. Questo mutato clima musicale apriva nuove opportunità per i musicisti africani, e nel 1986 le Mahotella Queens si ricostituirono col nome di "Mahalathini and the Mahotella Queens". La formazione comprendeva solo tre delle Queens originali: Tloubatla, Mbadu e Mangxola. Il nuovo album del gruppo, Thokozile, fu pensato esplicitamente per il mercato internazionale, e vinse un disco di platino. Da quel momento, il gruppo mantenne la propria visibilità internazionale per 15 anni, pubblicando numerosi album di buon successo, come Paris - Soweto, Mbaqanga, Rhythm and Art, Stoki Stoki e Umuntu.
Sulla scorta di questo successo, le Queens intrapresero un tour mondiale suonando negli Stati Uniti, in Europa, in Asia e in Australia.

### Cambiamenti
Alla fine degli anni novanta il gruppo fu scosso da una serie di tragedie: West Nkosi e Marks Mankwane morirono entrambi nel 1998, e l'anno successivo si spense anche Mahlathini, che da tempo soffriva di una forma molto grave di diabete. Nonostante queste perdite, le Queens decisero di continuare a suonare, e nel 2001 realizzarono Sebai Bai, ancora una volta un album di grande successo, a cui seguirono altri lavori come Reign and Shine (2005) e Siyadumisa (Songs of Praise) (2007). Nobesuthu Mbadu è morto nell'agosto 2021.

## Discografia parziale
Quanto segue è un elenco parziale degli album pubblicati dalle Mahotella Queens.
| Denominazione gruppo                 | Titolo                                           | Anno | Prima edizione                  | Riedizioni                                 |
| ------------------------------------ | ------------------------------------------------ | ---- | ------------------------------- | ------------------------------------------ |
| Makhona Tsohle Band                  | Orlando Train                                    | 1964 | Gallo                           |                                            |
| Mahotella Queens                     | Sithunyiwe                                       | 1964 | Gallo                           |                                            |
| Mahotella Queens                     | Meet the Mahotella Queens                        | 1966 | Gallo (LMO 101)                 |                                            |
| Makhona Tsohle Band                  | Sikuhulekile                                     | 1966 | Gallo                           |                                            |
| Izintombi Zomgqashiyo                | Sithunyiwe Thokozile no. 3                       | 1967 | Gallo (Motella MO 136/A)        |                                            |
| Mahotella Queens                     | Umculo Kawupheli                                 | 1974 | Gallo (Gumba Gumba MGG 600/A)   |                                            |
| Mahotella Queens                     | Marriage is a Problem                            | 1975 | Gallo                           | 1991: Shanachie                            |
| Mahotella Queens                     | Izibani Zomgqashiyo                              | 1977 | Gallo                           | 2008: Shanachie (CD)                       |
| Mahotella Queens                     | The Best of the Mahotella Queens                 | 1977 | Gallo                           |                                            |
| Mahlathini and the Mahotella Queens  | Amaqhawe Omgqashiyo/Isomiso                      | 1983 | Gallo (Gumba Gumba BL448)       |                                            |
| Mahlathini and the Mahotella Queens  | Putting on the Light                             | 1984 | Hannibal/Gallo                  |                                            |
| Mahlathini and the Mahotella Queens  | Thokozile                                        | 1986 | Gallo (BL590)                   | 1987: Celluloid CD 668182; 1988: Earthwork |
| Mahlathini and the Mahotella Queens  | Paris - Soweto                                   | 1987 | Gallo                           | 2007: Gallo CDGMP 40314 (CD)               |
| Mahlathini and the Mahotella Queens  | Rhythm and Art                                   | 1989 | Gallo                           | 1990: Shanachie                            |
| Mahlathini and the Mahotella Queens  | Mbaquanga                                        | 1991 | Gallo (BL742)                   | Mélodie CD 66897-2                         |
| Mahlathini and the Mahotella Queens  | The Lion Roars                                   | 1991 | Shanachie                       |                                            |
| Mahotella Queens                     | Women of the World                               | 1993 | Shanachie (CD SH-64047)         |                                            |
| Mahlathini and the Mahotella Queens  | King of the Groaners                             | 1993 | Earthworks                      |                                            |
| Mahlathini and the Mahotella Queens  | Stoki Stoki                                      | 1994 | Gallo (CDGMP 40539)             | 1996: Shanachie; 2007: Gallo               |
|                                      | Umuntu                                           | 1999 | Gallo (CDGMP 40788)             |                                            |
| Mahotella Queens                     | Sebai Bai                                        | 2001 | Harmonia Mundi/Label Bleu/Gallo |                                            |
| Mahotella Queens                     | The Best of Mahotella Queens, the Township Idols | 2003 | Wrasse Records                  |                                            |
| Mahotella Queens                     | Bazobuya                                         | 2004 | Gallo                           |                                            |
| Mahotella Queens                     | The Very Best of the Mahotella Queens            | 2005 | Manteca                         |                                            |
| Mahotella Queens                     | Reign and Shine                                  | 2005 | African Cream/AS                | 2006: Wrasse/AS                            |
| Mahotella Queens                     | Kazet                                            | 2005 | Marabi/AS                       |                                            |
| Mahlathini and the Mahotella Queens  | Mahlathini and the Mahotella Queens: The Hits    | 2006 | Gallo                           |                                            |
| Mahotella Queens                     | Siyadumisa (Songs of Praise)                     | 2007 | AS                              |                                            |
| Mahlahthini and the Mahotella Queens | The Best of Mahlathini and the Mahotella Queens  | 2007 | Gallo/Warner Jazz               |                                            |